# 제2차 요서안
제2차 요서안(第二次 妖書案)은 명(明) 만력(萬曆) 연간 발생한 사건으로, 요서안(妖書案)의 두 번째 사건이다. 국본지쟁(國本之爭)이 일으킨 동림당쟁(東林黨爭) 사건에서 비롯되었다.

## 개요
만력26년(1598), 『규범도설(閨範圖說)』과 『우위횡의(憂危竑議)』라는 '요서(妖書)'로 인하여 제1차 요서안이 발생한 이후, 만력31년(1603) 11월, 또다시 『속우위횡의(續憂危竑議)』라는 책으로 인하여 소동이 발생하였다. 이 책에는 이과도급사중(吏科都給事中) 항응상(項應祥)이 찬술하였고 사천어사(四川御史) 교응갑(喬應甲)이 글을 썼다고 적혀 있다. 책에는 '정복성(鄭福成)'이라는 이름을 빌어 언급되어 있는데, 이 이름은 '정귀비(鄭貴妃)의 아들 복왕(福王)이 황태자가 되는 것에 성공하였다'라는 의미를 갖는다. 책에서 정복성은 만력제가 주상락을 황태자로 세운 것은 부득이한 것이었으며, 내각수보(內閣首輔) 심일관(沈一貫)과 대학사(大學士) 주갱(朱賡)을 비판하였고, 심일관(沈一貫)도 음험하고 간사한 도적이라고 비난하였다. 또한 '주갱(朱賡)이라는 이름은 주(朱)씨 집안은 황태자를 갈아야(更, 賡과 동음) 한다는 것이다(朱賡，就是『朱』家要『更』換太子)'라고도 하였다.

### 이후
이로 인해 요서라고 지칭되었다. 주갱은 이 책을 얻고서 만력제에게 직접 전달하였고, 만력제는 동창(東廠)에 명하여 '간인을 전격 수색(大索奸人)'할 것을 지시하였다.
심일관(沈一貫)은 절당(浙黨) 출신으로, 동림당(東林黨) 곽정역(郭正域), 심리(沈鯉) 등과 원한이 깊었다. 도리어 이 사건을 빌미로 심리 등 동림당원들을 무고하였고, 대옥을 일으켰으며 많은 이들이 연루되었다. 부동지(府同知) 호화(胡化)는 상주하여 훈도(訓導) 완명경(阮明卿)이 '요서를 만든다(造作妖書)'고 고발하였다. 조정은 조사를 통해 호화가 완명경을 무고한다는 것을 스스로 인정한다는 진술을 받았고, 완명경의 장인이자 급사중(給事中) 전몽고(錢夢皐)는 사위 완명경을 구원해 주고자 곽정역과 심리가 요서를 만들었다고 하였다. 그러나 호화는 '완명경은 자신의 원수이기에 완명경을 고소한 것이며, 곽정역은 진사 20년 동안 우리는 왕래한 적이 없는데 어째서 곽정역을 연루시키는 것인가?'라고 반박하였다. 곽정역은 태자의 스승으로 후에 태자가 정식으로 태자로 임명되면서 곽정역을 비호하면서, 동창제독태감(東廠提督太監) 진만화(陳萬化)에게 도움을 요청, 이에 진만화는 곽정역의 원한을 씻어주었다.
강비양(康丕揚)은 상주하여 요서안(妖書案)과 초태자안(楚太子案)이 같은 원인이며 의생(醫生) 심령예(沈令譽)와 거문고 연주자 종징(鐘澄)이 연루되었다고 보았다. 심령예는 곽정역이 초빙한 의생으로 이로 인해 곽정역의 관직 생활에 참여하였으며, 일종의 곽정역의 외부 연락 통신관이었다. 당시 불교 선종(禪宗) 대사인 자백진가(紫柏眞可)도 당시 광세(礦稅) 징수 중지를 요청하였기 때문에 북경 각계를 분주히 다녔으나, 자백진가와 심리의 우호가 좋았기에 또한 연루되었다. 또한 심령예도 자백진가의 제자이기도 하였다. 이후 자백진가는 동창과 금의위(錦衣衛)의 엄혹한 형벌과 고문을 받아 몸에 온전한 피부가 없을 정도였으며, 옥중에서 귀가 후에 상처가 깊어 사망하였다. 심령예도 혹형에 처해졌다. 역사에서는 '수일 동안 사슬이 난자하여 도성 사람들이 스스로 위험에 처해졌다(數日間, 鋃鐺旁午, 都城人人自危)'고 평하였다.
곧이어 동창은 행색이 수상한 남자 교생채(皦生彩)를 체포하였다. 교생채는 자신의 형 교생광(皦生光)과 요서안이 관련 있다고 진술하였다. 원래 교생광은 순천부(順天府) 수재(秀才)였으나, 북경에서 타인의 재물을 갈취하였다. 부상 포계지(包繼志)는 교생광을 청하여 대신 시집을 작성하게 하였고, 교생광은 '오색 용문(龍文, 용의 무늬 혹은 훌륭한 아들)은 푸른 하늘을 비추고, 참서의 특지(特地)는 상서로운 연기를 감쌌네. 정주(鄭主)가 황옥(黃屋, 제왕이 타는 수레의 지붕)을 타는 것을 알아야 하니, 금전을 헌납하여 어전의 장수를 기원한다(五色龍文炤碧天, 讖書特地擁祥煙. 定知鄭主乘黃屋, 願獻金錢壽御前)'라는 시를 썼다. 간행하려 하자 교생광은 '鄭主乘黄屋'이라는 구절이 정귀비 탈저(奪儲)를 풍자하는 의도가 있어 문자옥(文字獄)을 일으킬 것이라 보고 포계지에게 돈을 요구하였고, 후에 심지어 정귀비의 형제 정국태(鄭國泰)도 협박하였다.
결국 교생광이 체포되자 금의위가 협박하여 진술을 받아내었고 교생광은 요서의 주범이 되었다. 『속우위횡의(續憂危竑議)』에 쓴 것은 모두 조정의 일이기 때문에 일개 수재가 이러한 내용을 다 알리 없었고, 분명 조정 사람이 한 일이었을 것이다. 그러나 진만화는 교생광이 이전에 쓴 '鄭主乘黄屋'이라는 구절로 타인의 재물을 편취하였다는 것을 발각하면서, 이것이 대역죄라는 것을 말하며 사형을 판결할 만하다고 하여, 교생광을 이용해 타인의 죄를 대신 뒤집어 씌워 모든 조정대신들의 목숨을 보전하려 하였다. 형부상서(刑部尙書) 소대형(蕭大亨)은 '요서'를 자신이 싫어한 곽정역에게 뒤집어 씌웠고, 교생광을 고문하면서 강제 진술을 요구했다. 그러나 교생광은 꺾이지 않았다. 만력32년(1604) 4월, 교생광은 참수로 판결되었지만 만력제는 분개하면서 능지처참(陵遲處斬)에 처하도록 하였다. 이로 인하여 사건은 끝이 났다.
제2차 요서안은 누가 막후에서 주사했는지 사서에서는 논쟁이 분분하였다. 많은 사람들은 금의위 정박(鄭樸) 혹은 무영전(武英殿) 사인(舍人) 조사정(趙士楨)이라고도 본다.

## 같이 보기
- 국본지쟁
- 동림당
- 요서안
- 제1차 요서안
- 주상락
- 주상순

## 참고 문헌
- 朱孟陽, 『細說明代十六朝』, 京華出版社, 2005.
- 沈德符, 『萬曆野獲編』, 中華書局